# SN 1961N
SN 1961N – supernowa odkryta 2 września 1961 roku w galaktyce IC 5342. W momencie odkrycia miała maksymalną jasność 16,80m.